# زانبکی
زانبکی (به لهستانی:  Ząbki) یک منطقهٔ مسکونی در لهستان است که در شهرستان وووومین واقع شده‌است. زانبکی ۱۱٫۱۳ کیلومتر مربع مساحت و ۳۱٬۸۸۴ نفر جمعیت دارد.